# エリック・デイン
エリック・デイン（Eric Dane, 本名: Eric William Dane, 1972年11月9日 - ）は、アメリカ合衆国の俳優。エリック・デーンと表記されることも多い。

## 来歴
カリフォルニア州サンフランシスコにて生まれる。ハイスクール時代に学校の劇でアーサー・ミラーの『みんな我が子』の舞台に立ち、俳優を志すようになる。その後ロサンゼルスに移り、ドラマ『Saved by the Bell』の端役で俳優デビュー。その後いくつかのドラマに端役で出演した。
2000年にドラマ『Gideon's Crossing』に準レギュラーで出演。
2003年から『チャームド〜魔女3姉妹〜』の第5､6シーズンにアリッサ・ミラノ演じるフィービーと交際する富豪のジェイソン・ディーン役でゲスト出演。
2005年には『グレイズ・アナトミー 恋の解剖学』の第2シーズン18話に形成外科医マーク・スローン役でゲスト出演。第3シーズンよりレギュラー出演している。
2006年には映画『X-MEN:ファイナル ディシジョン』にマルチプルマン役で出演した。
2014年からテレビドラマ『ザ・ラストシップ』にトム・チャンドラー艦長役として出演している。

## 私生活
2001年にララ・フリン・ボイルと短い間交際していた。2004年10月にレベッカ・ゲイハートと結婚した。2人の間には娘が二人いる。2018年2月16日、二人は離婚届けを出した。
俳優のバルサザール・ゲティとは親友である。
2008年2月、皮膚がんであるとの報道がされたが、後に本人自ら否定した。2011年には鎮痛剤への依存を治療するためリハビリ施設に入所した。2017年4月、デインのうつ病治療のため、『ザ・ラストシップ』の撮影が中断された。
2025年4月、筋萎縮性側索硬化症（ALS）と診断されたことを公表。

## 主な出演作品

### 映画
| 公開年 | 邦題 原題                                                                 | 役名                             | 備考           |
| ------ | ------------------------------------------------------------------------- | -------------------------------- | -------------- |
| 1995   | アーミー・エンジェル Serving in Silence: The Margarethe Cammermeyer Story | マット                           | テレビ映画     |
| 2004   | ヘルター・スケルター2004 Helter Skelter                                   | チャールズ・ワトソン（テックス） | テレビ映画     |
| 2005   | The FEAST/ザ・フィースト Feast                                            | ヘロ                             |                |
| 2005   | ペインキラー・ジェーン/究極の女戦士 Painkiller Jane                       | ニック                           | テレビ映画     |
| 2006   | X-MEN:ファイナル ディシジョン X-Men: The Last Stand                       | マルチプル・マン                 |                |
| 2006   | オープン・ウォーター2 Open Water 2: Adrift                                | ダン                             |                |
| 2008   | マーリー 世界一おバカな犬が教えてくれたこと Marley & Me                   | セバスチャン・タンニー           |                |
| 2010   | バレンタインデー Valentine's Day                                          | ショーン・ジャクソン             |                |
| 2010   | バーレスク Burlesque                                                      | マーカス                         |                |
| 2017   | Grey Lady                                                                 | Detective James Doyle            |                |
| 2021   | The Ravine                                                                | Mitch Bianci                     |                |
| 2022   | リディーミング・ラブ 〜あがないの愛〜 Redeeming Love                      | デューク                         | 日本劇場未公開 |
| 2023   | Americana                                                                 | Dillon MacIntosh                 |                |
| 2023   | Dangerous Waters                                                          | Derek Stipes                     |                |
| 2024   | バッドボーイズ RIDE OR DIE Bad Boys Ride or Die                           | ジェームズ・マッグラス           |                |

### テレビドラマ
| 放映年     | 邦題 原題                                                    | 役名                   | 備考                                  |
| ---------- | ------------------------------------------------------------ | ---------------------- | ------------------------------------- |
| 1993       | 素晴らしき日々 The Wonder Years                              | ブレット               | 第6シーズン第16話「勇気あるスピーチ」 |
| 2003-2004  | チャームド〜魔女3姉妹〜 Charmed                              | ジェイソン・ディーン   | 計9話出演                             |
| 2004       | ラスベガス Las Vegas                                         | レオ                   | 計2話出演                             |
| 2006-2012  | グレイズ・アナトミー 恋の解剖学 Grey's Anatomy               | マーク・スローン       | 計140話出演                           |
| 2009, 2010 | プライベート・プラクティス 迷えるオトナたち Private Practice | マーク・スローン       | 計2話出演                             |
| 2014-2018  | ザ・ラストシップ The Las Ship                                | トム・チャンドラー艦長 | 主演、計56話出演                      |
| 2015       | ザ・フィクサー The Fixer                                     | カーター               | ミニシリーズ                          |
| 2019-2022  | ユーフォリア/EUPHORIA Euphoria                               | カル・ジェイコブス     | メインキャスト                        |